# Навстречу Солнцу

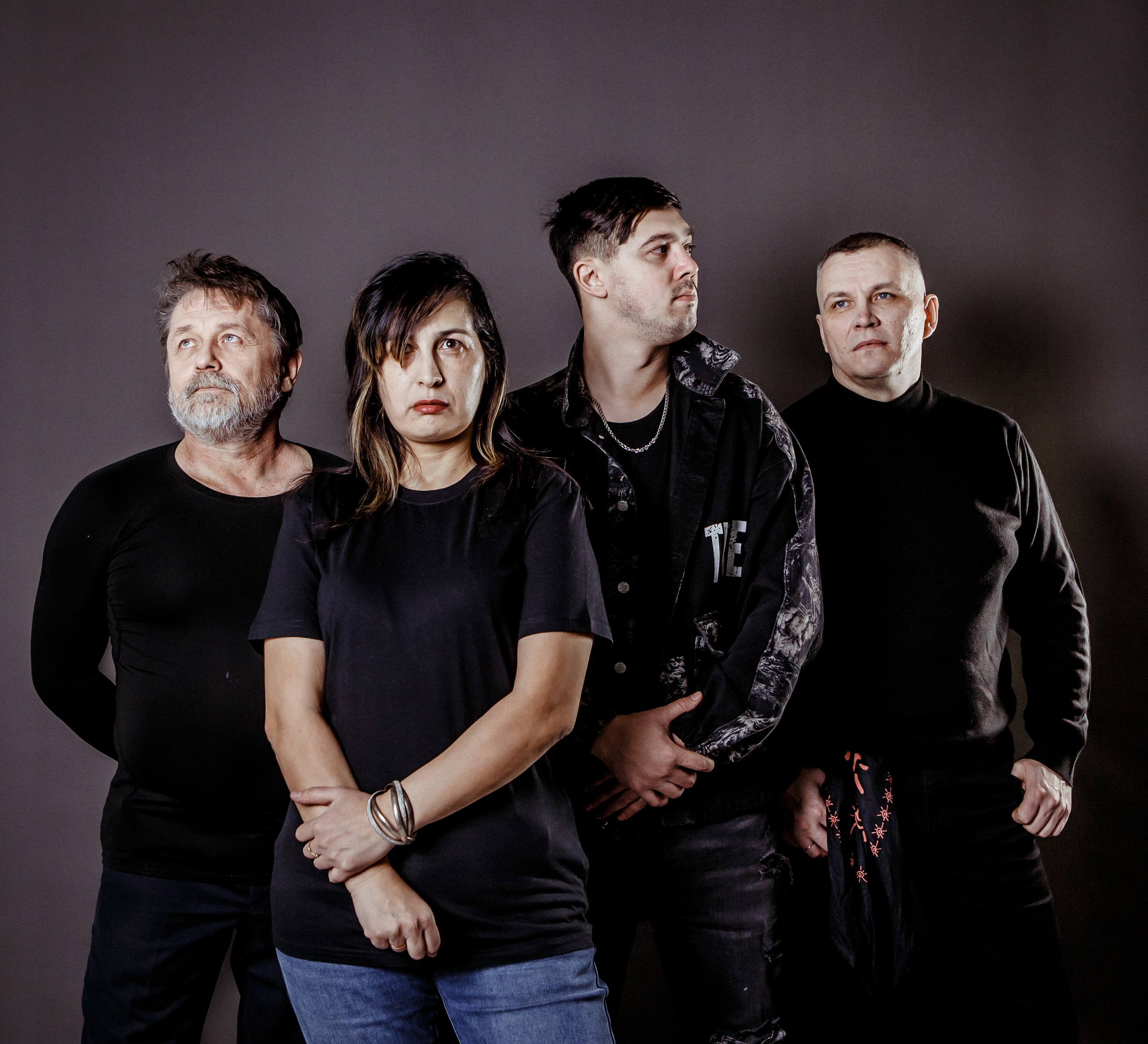

«Навстречу Солнцу» — российская фолк-рок-группа, основанная в 2010 году.

## История
Основателями группы стали супруги Светлана и Максим Вайвод, познакомившиеся в середине 1990-х годов в Чите. Долгое время Светлана исполняла свои песни лишь знакомым и близким. После переезда в Орёл Светлана и Максим решили создать свою группу. «Навстречу Солнцу» образовалась летом 2010 года в Орле при Центре русской гармоники. 1 июля 2012 года в Орле в ДК «Профсоюзов» состоялся первый сольный концерт группы. Последовали изменения в составе, а также начались концерты в других городах России.
В 2013 году завершился краудфандинговый проект по выпуску дебютного альбома «За водой», и началась его запись в студии Андрея Родориса. 7 июля 2014 года альбом «За водой» выпускает московская тиражная компания ООО «Рекордсмен» при спонсировании Вадима Богданова и поддержке акционеров Planeta.ru. Презентация альбома «За водой» прошла в клубах Москвы и других российских городов. Летом группа приняла участие в мотофестивале «Байк-Купала». К моменту появления дебютного альбома некоторые песни уже звучали на радиостанциях, а выход альбома освещался в орловской прессе.
В феврале 2015 года группа снова успешно собрала средства на запись и выпуск второго альбома «Бесконечен». Работа над ним была закончена в сентябре 2015 года, запись прошла на студии Андрея Родориса. Альбом «Бесконечен» был выпущен московским лейблом Uno Momento Records. В это время «Навстречу Солнцу» активно сотрудничает с Сергеем Селюниным из группы «Выход», совместно выступая в Орле и Орловской области. Группа появилась на телеканале ОТР, в программе Михаила Диева «Универсад» на Радио России, в программе Антона Королёва «Ух, тяжёло» на радио Говорит Москва, в программе «Второе Дыхание» на радио «Теос». За этим последовал тур по rлубам Москвы, Орла, Белгорода, Тулы, Твери и других городов. Группа выступила в фестивалях «Рок-Природник» и «Молодинская битва». Был снят первый клип «Всё впереди», который попал в эфир на телеканал Муз ТВ.
В результате продолжительных исканий, группа «Навстречу Солнцу» слегка утяжелила своё звучание и перешла от фолк-рока к русскому року. После очередного тура был запущен сбор средств на запись третьего альбома «Пробуждение». 16 марта 2016 года в интернете состоялась премьера сингла «Ветер гуляет», в который вошли песни «Пробуждение» и «Ветер гуляет». Работой заинтересовалась музыкальная компания «Бомба-Питер», продюсер Олег Грабко предложил «Навстречу Солнцу» сотрудничество. Одновременно со сбором средств на выпуск «Пробуждения» шла работа над его записью в студии Константина Симакова Incenerator Studio. В канун нового года музыканты выступили на телеканале ОТР. Выход альбома состоялся в начале февраля 2017 года. «Бомба-Питер» заключила контракт с «Навстречу Солнцу», и с марта 2017 «Пробуждение» появилось на цифровых площадках. Музыкальный критик Геннадий Шостак назвал альбом «стилистически и тематически по-хорошему разноплановым». Песни «Пробуждение» и «За тобой» попали в ротацию на СТС (Тамбов) и Наше радио (Тамбов). Были сняты клипы на песни «За тобой», «Бесконечен» и «Всё равно».
В июне 2018 года были собраны средства на съёмку клипа «Готова услужить». Вскоре клип был снят московским клипмейкером Альфредом Ибрагимовым и в этом же году вышел в свет. 30 ноября 2019 в Орле «Навстречу Солнцу» сыграли концерт совместно с группой «Разные Люди». 6 апреля 2020 года на лейбле «Бомба-Питер» вышел новый альбом «Музыка дождя».

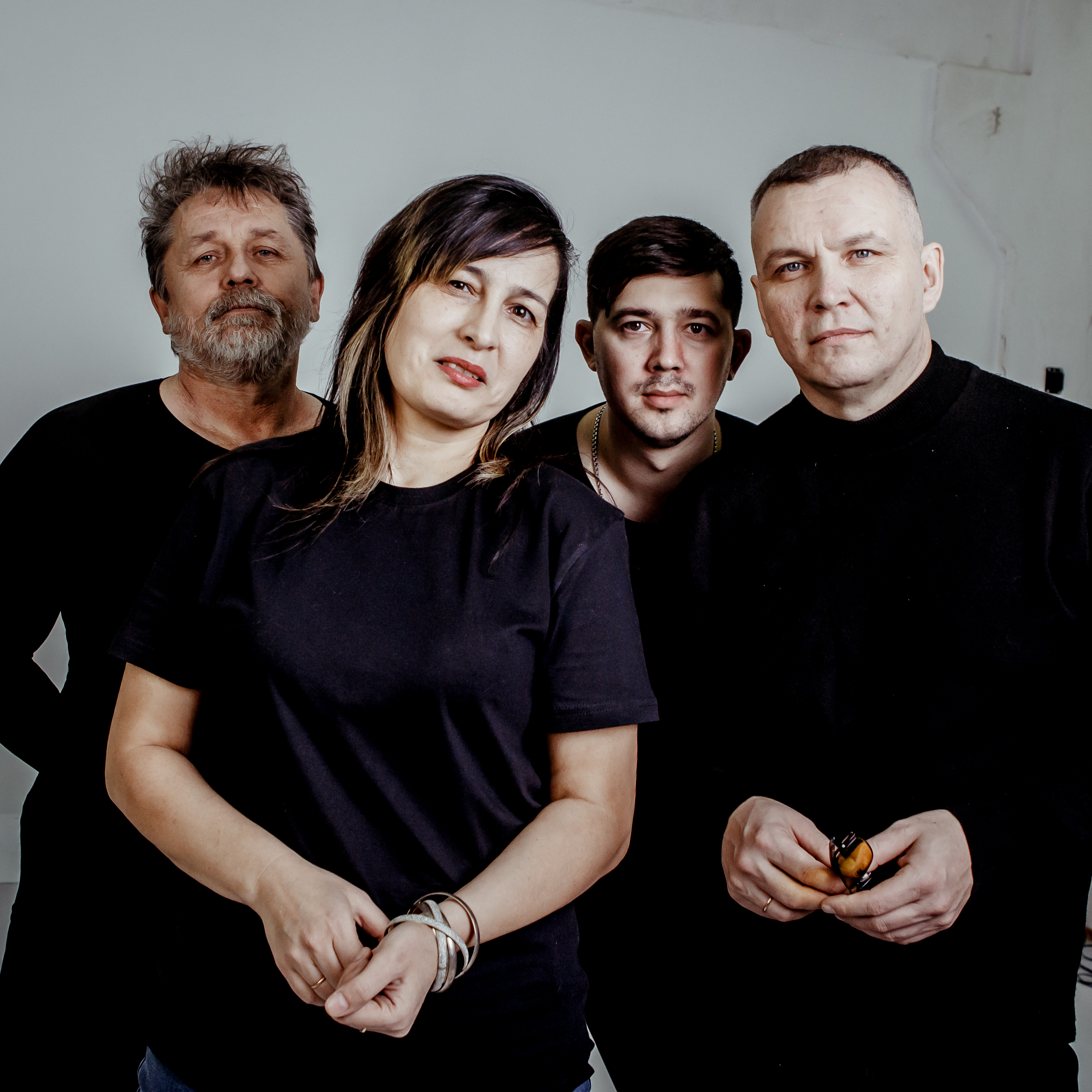
состав группы «Навстречу Солнцу»

С приходом в состав соло-гитариста в конце 2020 года Артёма Борисова, начинается работа над записью пятого, винилового альбома при саунд-продюсировании Евгения Воронцова, звукорежиссёра, музыканта и аранжировщика. В июле 2021 года в состав присоединяется барабанщик — Алексей Андреев. В связи с чем на Планета.ру был запущен проект в поддержку записи и выпуска нового альбома. Было решено на время записи притормозить концертную деятельность и заниматься фактически только записями. Треки из альбома по мере готовности, стали один за другим выходить на цифровых витринах, дистрибьютером которых снова выступила компания Балт-Мьюзик (Бомба-Питер). Кроме этого несколько треков из будущего альбома зазвучали на радиостанциях: Наше 2.0, Питер FM, радио Крым, Большое радио, радио России, «Р52», Максимум (Самара), Комета, Новороссия, Папино радио, Липецк FM, Донецк, радио «Столица Донбасс», Три Два радио и др. Навстречу Солнцу — участники полуфинала Чартова Дюжина 2024 на Наше радио, победители 340 выпуска программы Дмитрия Чернова AURUM INUTILE на радио России. Выход нового альбома планируется на конец 2024 года.
В конце 2024 года у группы выходит в свет виниловый альбом «В облаках», на музыкальных площадках, альбом выходит в марте 2025 года. Вскоре песня «Свеча» побеждает в очередном голосовании и занимает первое место в 405-эпизоде в программе Дмитрия Чернова AURUM INUTILE на федеральном «Радио России», а следом «Свеча» участвует в хит-параде радиостанции «НАШЕ Радио» Чартова Дюжина — 2025, где в номинации «Солистка», Светлана Вайвод в течение трёх недель удерживает 13-е место. 23 мая 2025 г. в городе Орле группа «Навстречу Солнцу» выступает совместно с легендарной группой «Монгол Шуудан». 21 июня 2025 г. группа «Навстречу Солнцу» приняла участие в фестивале «Рок над Вяткой». В 2025-м году группа готовится отметить своё 15-ти летие, серией сольных концертов в российских городах.

## Состав группы

### Нынешний состав
- Светлана Вайвод — вокал, ритм-гитара, акустическая гитара
- Максим Вайвод — бас-гитара, бэк-вокал
- Артём Борисов — соло-гитара
- Алексей Андреев — ударные

### Бывшие участники
- 2010—2011 — Геннадий Калмыков (гармонь, заслуженный артист России)
- 2010—2011 — Алексей Зыков (саксофон)
- 2010—2011 — Никита Щетинин (перкуссия, барабаны)
- 2010 — Михаил Богачев (барабаны)
- 2012—2015 — Николай Кузьмищев (гармонь)
- 2012 — Максим Вещунов (барабаны)
- 2012 — Евгений Лопатичев (барабаны)
- 2015 — Илья Верижников (перкуссия, барабаны)
- 2015 — Олег Самовилов (барабаны)
- 2015 — Сергей Пронин (барабаны)
- 2015—2016 — Сергей Гончаров (соло-гитара)
- 2015—2016 — Григол Мургвлиани (барабаны)
- 2016—2018 — Григорий Богач (барабаны)
- 2016—2020 — Константин Симаков (гитара)
- 2018—2021 — Сергей Максимов (барабаны)

## Дискография
- 2014 — «За водой»
- 2015 — «Бесконечен»
- 2016 — «Ветер гуляет» (сингл)
- 2017 — «Пробуждение»
- 2020 — «Музыка дождя»

## Видео
- 2015 — «Всё впереди»
- 2016 — «Пробуждение»
- 2017 — «За тобой», «Бесконечен», «Всё равно»
- 2018 — «Готова услужить»